# Jozef Deschuyffeleer
Jozef Deschuyffeleer (genaamd Jef) (Laken, 15 juli 1913 - Leuven, 21 juni 1959) was een Belgisch senator.

## Levensloop
Deschuyffeleer was de zoon van een handelsreiziger en was getrouwd met Gaby Delvoye (1929-2000).
Na zijn middelbaar onderwijs aan het Sint-Pietersinstituut in Jette ging hij in dienst bij de Katholieke Arbeidersjeugd, waar hij een van de eerste medewerkers van Jozef Cardijn was. Van 1931 tot 1943 was hij algemeen secretaris en propagandist en van 1935 tot 1944 was hij algemeen voorzitter. Van 1945 tot 1947 was hij ook voorzitter van de internationale afdeling van de KAJ. Tevens was hij voorzitter van het Jeugdverbond voor Katholieke Actie, ondervoorzitter van de Nationale Dienst voor de Jeugd en lid van het IJzerbedevaartcomité.
Tijdens de Tweede Wereldoorlog was Deschuyffeleer lid van de verzetsgroep Socrates, waarbij hij onderduikers en joodse kinderen hielp. In 1942 verbleef hij drie maanden in de gevangenis. Na de Bevrijding was hij lid van de raad van bestuur van de naamloze vennootschap De Gids, de uitgever van de krant De Nieuwe Standaard.
Van 1944 tot 1949 was hij secretaris van het arrondissementsverbond Brussel van het ACW. Vervolgens was hij van 1951 tot 1958 nationaal secretaris van het ACW. Hij speelde ondertussen ook al een rol binnen de CVP: van 1950 tot aan zijn dood in 1959 was hij de voorzitter van de Vlaamse vleugel van de partij. In 1950 was hij bovendien korte tijd adjunct-kabinetschef van koning Leopold III en koninklijk prins Boudewijn.
In 1958 werd hij met een hoog aantal voorkeursstemmen verkozen tot lid van de Belgische Senaat voor het arrondissement Brussel. Hij oefende deze functie uit tot aan zijn dood in 1959.
In 1946 raakte Deschuyffeleer zwaargewond bij het vliegtuigongeluk bij Gander Airport, toen hij voor de Internationale Arbeidsconferentie onderweg was naar Montreal. De gevolgen van dit ongeluk en zijn onafgebroken arbeid zorgden ervoor dat hij voortijdig overleed.

## Grafmonument
In 2019 werd het grafmonument voor Deschuyffeleer en zijn echtgenote op de begraafplaats van Wemmel beschermd wegens zijn hoge erfgoedwaarde. De grafsteen met een zaaiende en oogstende engel in bronzen bas-reliëf werd geschonken door katholieke arbeiders en instellingen, als eerbetoon aan zijn werk en levensfilosofie.